# لیشت اوف زیلت
لیشت اوف زیلت (به آلمانی: List auf Sylt) یک شهر در آلمان است که در لاندشافت زیلت واقع شده‌است. لیشت اوف زیلت ۲٬۶۶۵ نفر جمعیت دارد.

## خواهرخوانده
شهرهای گرلیتز، Selfkant و اوبرشتدورف خواهرخوانده‌های لیشت اوف زیلت هستند.